# فريتز جان
فريتز جان (بالفرنسية: Fritz Jean)‏ هو كاتب واقتصادي وسياسي هايتي، ولد في 1953 في كاب هايتيان في هايتي. حزبياً، نشط في Inite ‏. وقد انتخب رئيس وزراء هايتي.